# Hormona liberadora de hormona adrenocorticotropa

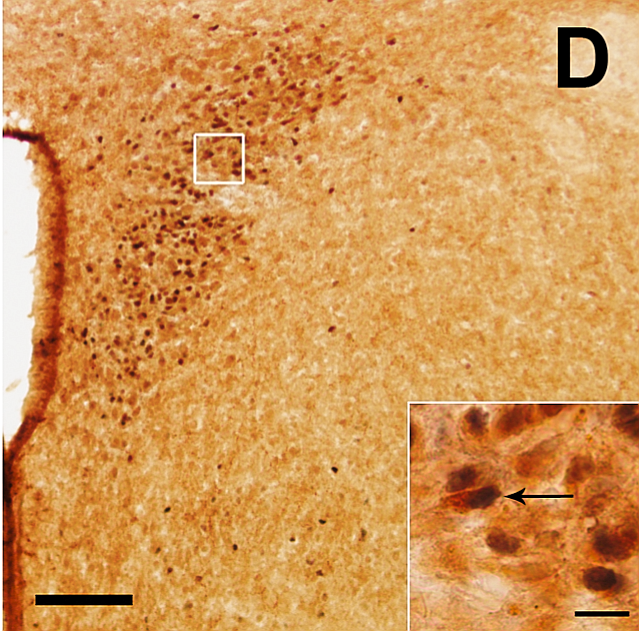
Neuronas CRH (abajo derecha) dentro del Núcleo Paraventricular (arriba). Inmunohistoquímica.

La hormona liberadora de corticotropina, (CRH en inglés), hormona liberadora de hormona adrenocorticotropa, también llamada corticoliberina y antiguamente factor liberador de corticotropina (CRF en inglés), es un neuropéptido secretado por las neuronas del núcleo paraventricular del hipotálamo. Esta hormona estimula las células corticotropas de la cercana adenohipófisis, para la secreción de la ACTH.

La hormona liberadora CRH tiene un efecto clave sobre la coordinación de la respuesta neuroendocrina, la respuesta inmune y la respuesta comportamental frente al estrés.

## Estructura
La hormona liberadora de hormona adrenocorticotropa (CRH) se sintetiza a partir de un precursor de 196 aminoácidos llamado pre-proCRH. Luego de una escisión, se obtiene la prohormona proCRH que tiene 170 aminoácidos desde la posición 25 a 194.

La CRH humana madura y biológicamente activa es un neuropéptido de 41 aminoácidos, su estructura primaria, representada mediante el sistema de nomenclatura de aminoácidos de una sola letra, es la siguiente:
```
SEEPPISLDLTFHLLREVLEMARAEQLAQQAHSNRKLMEII
```

Esto sucede dentro de las células CRH parvocelulares, de la porción anterior del Núcleo paraventricular en el hipotálamo ventro-medial. 

La CRH Tiene una vida media plasmática de sesenta minutos y una masa molar de 5000 g/mol.

## Secreción
La hormona liberadora de hormona adrenocorticotropa (CRH),
antes conocida como  factor liberador de corticotropina (CRF en inglés), es un neuropéptido secretado por las neuronas CRH del núcleo paraventricular (PVN) del hipotálamo.

Las células CRH son neuronas secretoras especializadas, que extienden sus prolongaciones o procesos distales hasta la Eminencia media donde la CRH es liberada.

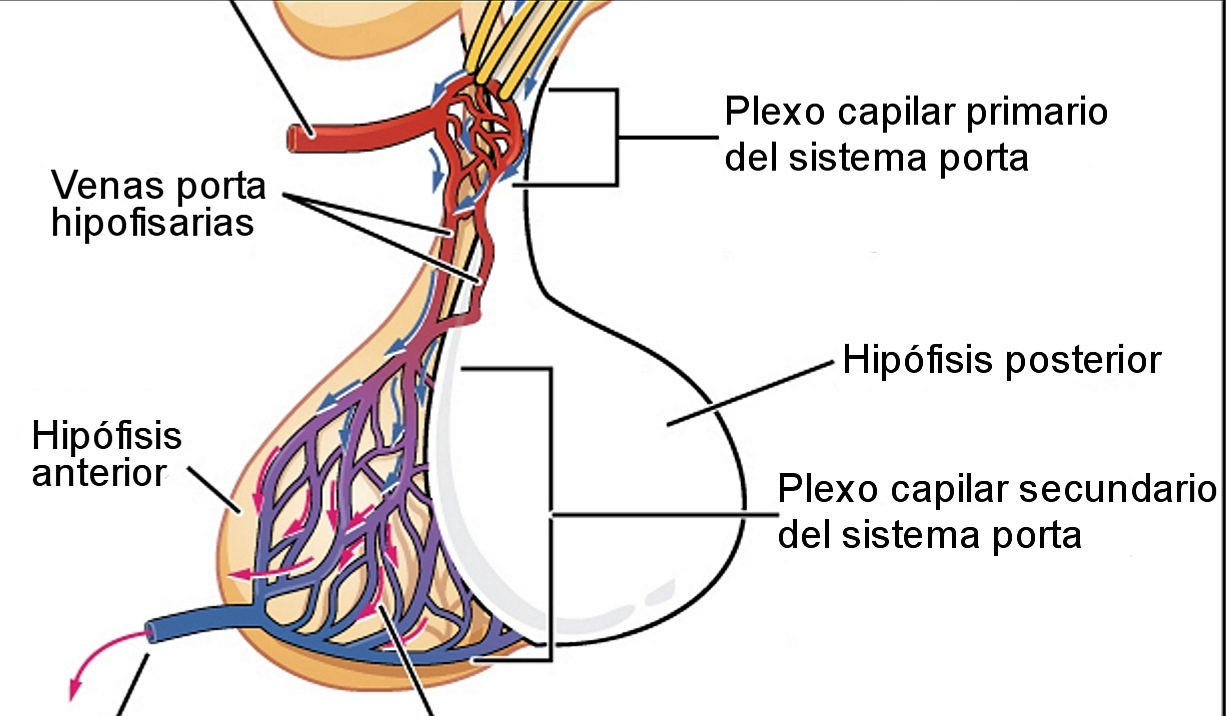
Sistema Porta hipotálamo-hipofisario.

La hormona CRH es liberada desde las neuronas CRH dentro de los vasos sanguíneos capilares del  Sistema Porta hipotálamo-hipófisis que es la red sanguínea que se continúa a lo largo del tallo de la hipófisis, en un sistema de pequeños vasos que llegan a la  hipófisis anterior (adenohipófisis).

## Efecto
A través del sistema vascular porta, la hormona liberadora de hormona adrenocorticotropa (CRH) actúa sobre las células  Corticotropas de la adenohipófisis.
 
En la membrana plasmática de las Corticotropas, la CRH se une a sus receptores (CRH-R). Estos receptores, el CRH-R1 y el CRH-R2,  acoplados a proteínas G, median el incremento en la síntesis de la ACTH (corticotropina) que es el fin último de la CRH.

### Distribución
La CRH es una neurohormona que está ampliamente distribuida en los circuitos extra-hipotalámicos del cerebro, donde funciona como un neuromodulador.

Las neuronas secretoras de CRH se localizan también en la corteza cerebral, el sistema límbico y la médula espinal. Se piensa que tales ubicaciones representan la base de los efectos neurales producidos como respuesta al estrés, como la liberación de adrenalina y noradrenalina, taquicardia, hiperglucemia, hipertensión, entre otros.

En los órganos y tejidos periféricos, la CRH tiene una función inmunomoduladora, y su efecto es pro-inflamatorio.

## Regulación

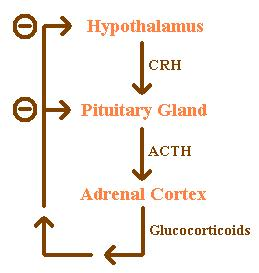
Regulación de la secreción de la CRH.

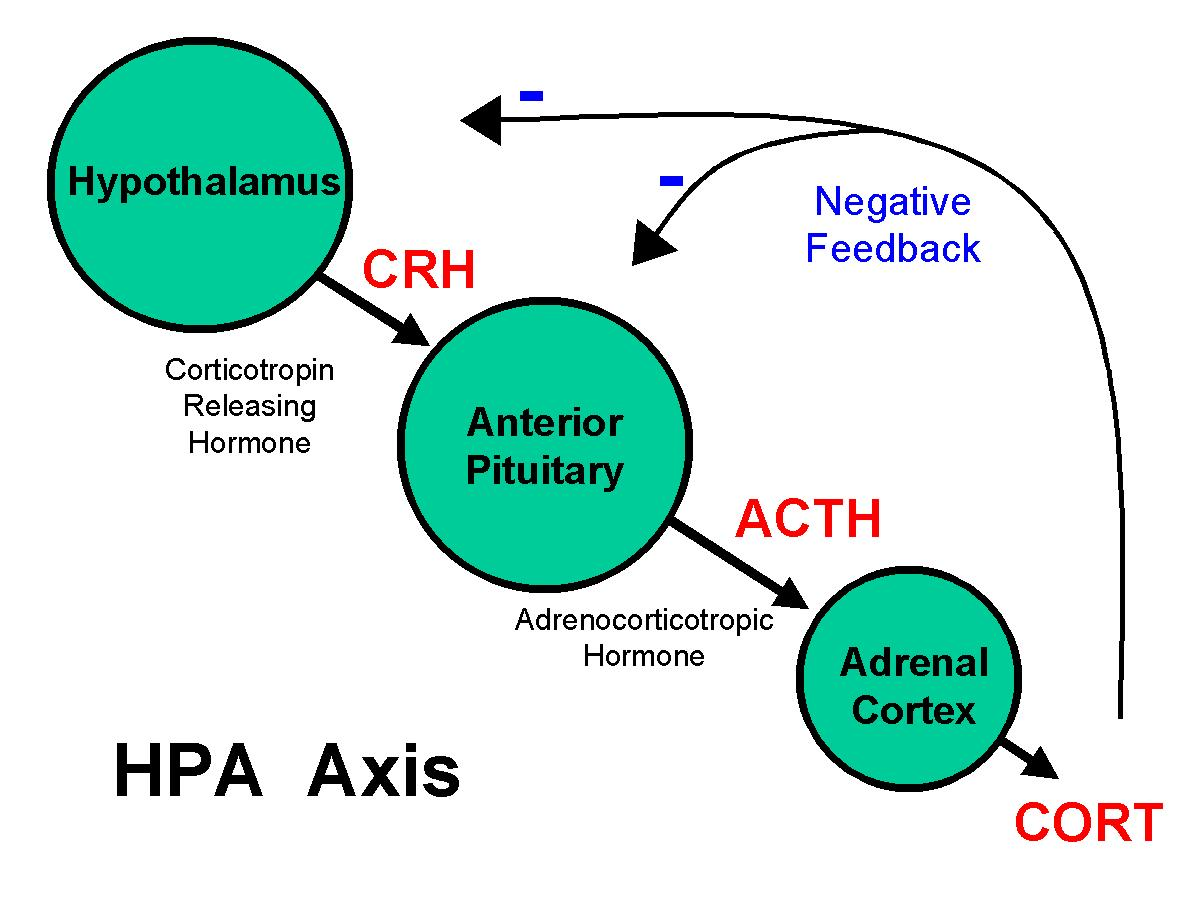
Esquema de la Regulación de CRH

La expresión de la hormona liberadora de adrenocorticotropica (CRH), es estimulada por los estados de balance energético positivo y es reducida en estados de balance energético negativo, tales como la falta de alimentación. Los nutrientes que se encuentran en la sangre también afectan los niveles de expresión de la CRH, es decir, cuando los niveles de glucosa aumenta, los niveles de CRH disminuyen y ocurre lo contrario cuando los niveles de glucosa disminuyen. Otros factores que estimulan la liberación del factor liberador de corticotropina incluyen las catecolaminas y la vasopresina.[cita requerida]
La hormona antidiurética y la angiotensina II, por medio de esta hormona liberadora, potencian también la secreción de hormona adrenocorticotropa. También mediada por la CRH, la oxitocina inhibe la secreción de ACTH. El efecto inhibidor de los glucocorticoides regula la secreción de la corticoliberina y también está regulada por las aferencias nerviosas que se localizan en el núcleo paraventricular.
En las etapas finales del embarazo y durante el parto se elevan los niveles de este péptido, que también aumenta la actividad del sistema nervioso simpático, con lo que favorece la secreción de catecolaminas, y parece ser relevante en el equilibrio de energía e incluso determinar la duración de la gestación.

### Familia de la CRH

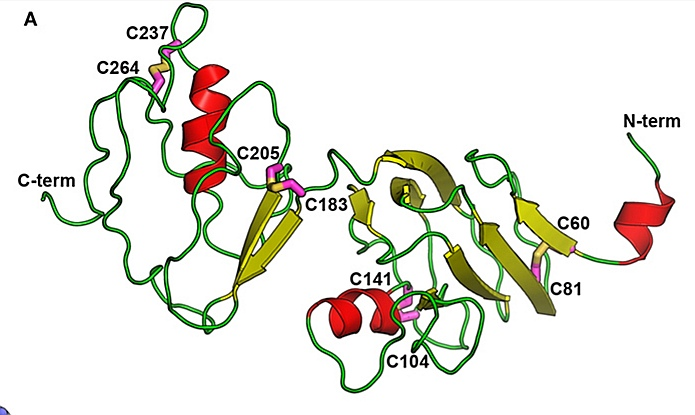
Esquema 3D de la estructura secundaria de la Proteína de Unión (BP) a la CRF.

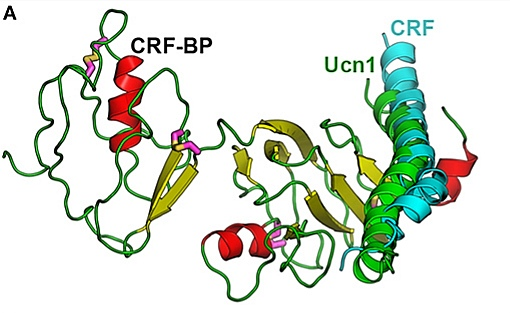
Imagen de la estructura secundaria de la Proteína de Unión (BP) luego de unida a la CRH.

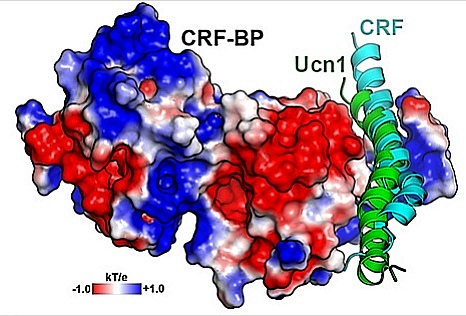
Esquema 3D de la BP unida a la CRH.

La CRH pertenece a una Familia de proteínas que interactúan fuertemente entre sí y que incluye la CRH, dos diferentes receptores (CRH-R1 y CRH-R2), una proteína de unión a CRH (CRH-BP) y las urocortinas que son ligandos endógenos de los receptores CRH-R.

Hay tres urocortinas conocidas, identificadas como urocortina 1 (Ucn1), urocortina 2 (Ucn2) y urocortina 3 (Ucn3).

El CRF y las urocortinas interactúan con los receptores CRF-R1 y CRF-R2. La CRF y Unc1 se unen con alta afinidad al CRF-R1. Ucn2 y Ucn3, en cambio, se unen con una afinidad mucho más alta a CRFR2.

Se ha descrito también una proteína de unión a la corticoliberina (CRH-BP, por sus siglas en inglés), específica en suero y otros sitios intracelulares de varias células, que probablemente module sus acciones y vida media plasmática.

## Patología
Cuando el hipotálamo no produce suficiente Hormona liberadora de hormona adrenocorticotropa (CRH o factor CRF), entonces la vecina glándula Hipófisis no puede producir la ACTH necesaria y como consecuencia las glándulas suprarrenales no producen el suficiente cortisol para mantener la homeostasis diaria.

Las alteraciones en la regulación del sistema CRH están incluidas en los trastornos relacionados con el estrés como: en las afecciones psiquiátricas (depresión, ansiedad, adicciones), en las alteraciones neuroendocrinológicas e inflamación, y en las enfermedades neurodegenerativas.